# Doi lei (monedă românească)
Doi lei a fost o monedă a leului românesc. Introdusă în 1872, a fost emisă până la Reforma bănească din 1952.

## Istorie

### Principatul României

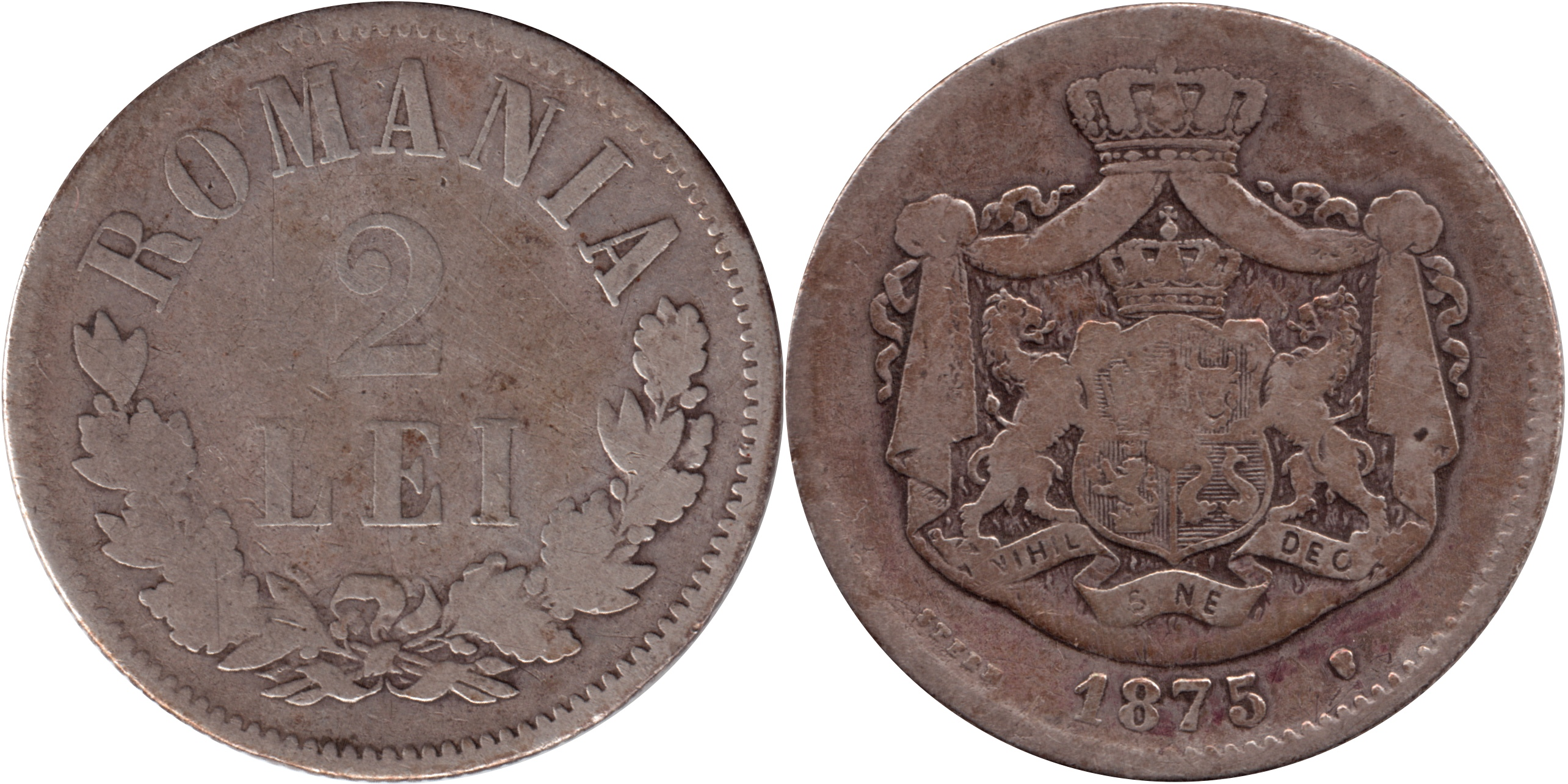
Monedă de 2 lei din 1875

#### 2 lei 1872
Prima emisiune a monedei de 2 lei a fost în 1872. Aceasta era compusă din 83.5% argint și 16.5% cupru, avea 27 mm în diametru, o greutate 10 g și muchia zimțată. Aversul prezenta stema completă a Principatului României și anul emiterii dedesubt. În stânga datei se găsea textul STERN, numele de familie al gravorului, Moïse Stern, iar în dreapta acesteia era capul Arhanghelului Mihail, marca monetăriei din Bruxelles, Belgia, unde a fost bătută moneda. Aversul prezenta în partea superioară numele țării, ROMANIA, în centru valoarea nominală, 2 LEI, iar în partea inferioară o coroană din ramuri de laur și stejar. Moneda a avut un tiraj de 262.000 piese în 1872, 1.745.000 de piese în 1873, 3.092.500 de piese în 1875 și 653.255 de piese în 1876.
Despre moneda de 2 lei, Constantin Bacalbașa scria următoarele:
„—În Decembrie 1872, ministerul de finanțe aduce din Belgia pentru 25 milioane lei o noua monetă de argint, toate piese de 2 lei.

Ziarele critica această aducere pentru numeroase motive: moneta slab reliefata, desenul urît și mai presus de toate, figura Domnitorului, care se afla pe celelalte monete mai vechi, dispărută în urma cererei Turciei. Apoi ziarele întrebau, de ce noua monetă a fost turnată in Belgia pe câtă vreme Statul avea o monetarie bine montată și cu personal special?”—Constantin Bacalbașa, Bucureștii de altădată, vol. I, p. 103

#### 2 lei 1881
În 1881 a fost bătută o nouă monedă cu aceleași dimensiuni și compoziție. Pe avers se găsea portretul domnitorului Carol I, înconjurat de inscripția CAROL I DOMNUL ROMANIEI. Sub portret se găsea numele de familie al gravorului, KULLRICH. Stema completă s-a mutat pe revers, cu numele țării deasupra și valoarea nominală împărțită de-o parte și de alta a stemei. Anul emiterii a fost plasat sub stemă, cu semnul monetăriei „V” pentru Viena, Austria în stânga și spicul de grâu pentru Monetăria București în dreapta. Tirajul total a fost de 1.150.000 de monede.

### Regatul României

#### 2 lei 1894, 1900-1901
După proclamarea Regatului României în 1881, prima piesa de 2 lei a fost emisă în 1894 și a fost bătută la Bruxelles. Aversul prezenta un nou portret al lui Carol I, realizat de gravorul Anton Scharff, al cărui nume, A. SCHARFF se găsea sub portret. Reversul era asemănător celui din 1881, cu excepția faptului că au fost eliminate semnele de monetărie. Tirajul acesteia a fost de 600.000 bucăți în 1894. Alte două emisiuni ale monedei au fost bătute la Hamburg, Germania, cu un tiraj de 87.279 de bucăți în 1900 și 12.476 în 1901.

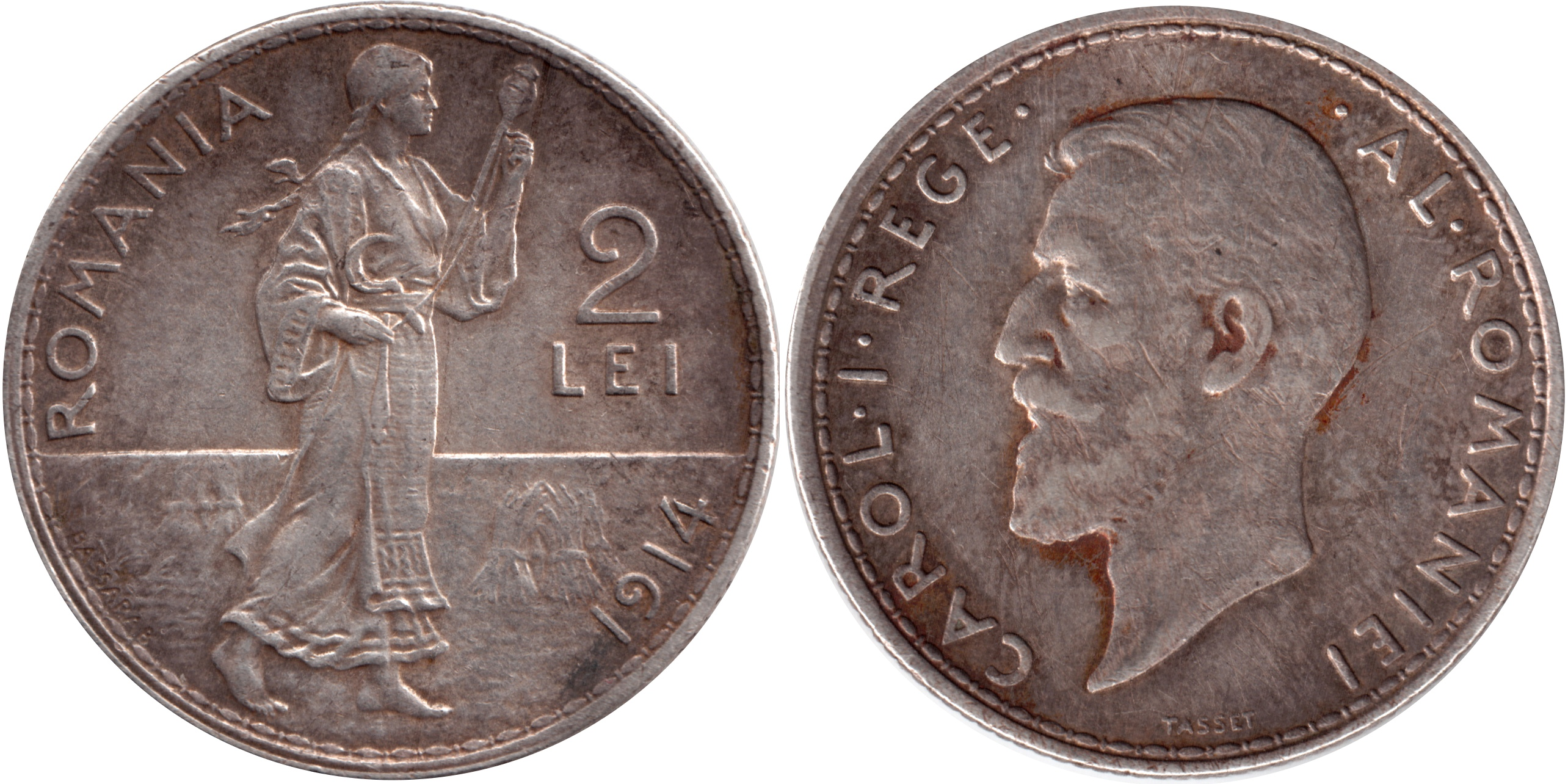
Monedă de 2 lei din 1914

#### 2 lei 1910-1912, 1914
Designul monedei de un leu s-a schimbat în 1910. Pe avers, titlul, CAROL I REGE AL ROMANIEI, era împărțit pe fiecare parte a portretului regelui Carol I cu numele gravorului, TASSET sub acesta. Pe revers se găseau o femeie în port popular care torcea în timp ce mergea, numele țării în colțul din stânga sus, valoarea nominală în dreapta sus, anul emiterii în dreapta jos și numele gravorului BASSARAB în stânga jos. Designul reversului a fost asemănător cu cel al monedei franceze de doi franci, deoarece Franța era membră a Uniunii Monetare Latine, iar Regatul României aplica standardele acesteia. Conform mai multor surse, gravorul reversului a fost un anume Costache Bassarab. Totuși, un articol din numărul 386 al ziarului Minerva, din 12 ianuarie 1910, menționează că reversul monedei de 2 lei a fost realizat de pictorul Ludovic Bassarab, cunoscut și pentru proiectarea de timbre sau bancnote.
Tirajul monedei a fost de 1.800.000 de piese în 1910, executate la monetăriile din Bruxelles și Hamburg, 1.000.000 de piese în 1911, executate la Hamburg, 1.500.000 de piese în 1912, executate la Bruxelles și 2.452.000 de piese în 1914, executate la ambele monetării.
La 10 aprilie 1916, ziarul Ziua a relatat că în Monitorul Oficial din 9 aprilie fusese publicat un ordin prin care se interzicea exportul monedelor de argint, nichel și aramă.
La 8 august 1916, Ministerul de Finanțe a anunțat, prin intermediul Biroului Presei din Ministerul de Interne, intenția de a retrage din circulație, începând cu 1 septembrie 1916, toate monedele de argint aflate în uz, urmând ca acestea să fie înlocuite cu monede noi, purtând efigia regelui Ferdinand I. Cu toate acestea, la 27 august 1916, România a intrat în Primul Război Mondial, iar monedele de argint emise înainte de 1916 au rămas în circulație de jure și au fost retrase oficial prin Legea nr. 4.150 pentru baterea monetelor de argint din 21 decembrie 1931. Legea prevedea că acestea au puteau fi depuse la Banca Națională a României, care le răscumpăra cu valoarea comercială a argintului conținut în ele. Prețul de argintului era stabilit de Ministerul Industriei și Comerțului, în funcție de cotațiile oficiale din momentul depunerii. Termenul limită pentru preschimbare a fost stabilit la 31 decembrie 1933. Pentru o monedă de 2 lei se ofereau, de exemplu, în 1933, 12 lei. Monedele deteriorate erau acceptate, însă prețul plătit era ajustat proporțional cu pierderea de greutate.
După Reforma monetară din 1947, Banca Națională a României a lansat un program de achiziție a argintului sub formă de monede și obiecte, stabilind un preț de 2.306 lei pentru un kilogram de argint fin. Au fost fixate prețuri pentru monedele din argint retrase din circulație, inclusiv emisiuni mai vechi, precum cele din timpul domniilor regelui Carol I și Carol II. Cozile formate la sediile BNR, menționate în presa vremii, sugerează că astfel de monede erau încă larg deținute de populație.
Potrivit unui comunicat din 10 septembrie 1947, prețurile oferite de BNR pentru monedele de argint erau următoarele:
- 50 bani (Carol I) – 5 lei
- 1 leu (Carol I) – 9,50 lei
- 2 lei (Carol I) – 19 lei
- 5 lei (Carol I) – 52 lei
- 250 lei 1939–1941 (Carol II și Mihai I) – 23 lei
- 200 lei 1942 (Mihai I) – 11,50 lei
- 500 lei 1941 (Mihai I, jubiliară) – 48 lei
- 500 lei 1944 (Mihai I) – 19,50 lei
- 25.000 lei 1946 (Mihai I) – 20 lei
- 100.000 lei 1946 (Mihai I) – 40,50 lei[19]

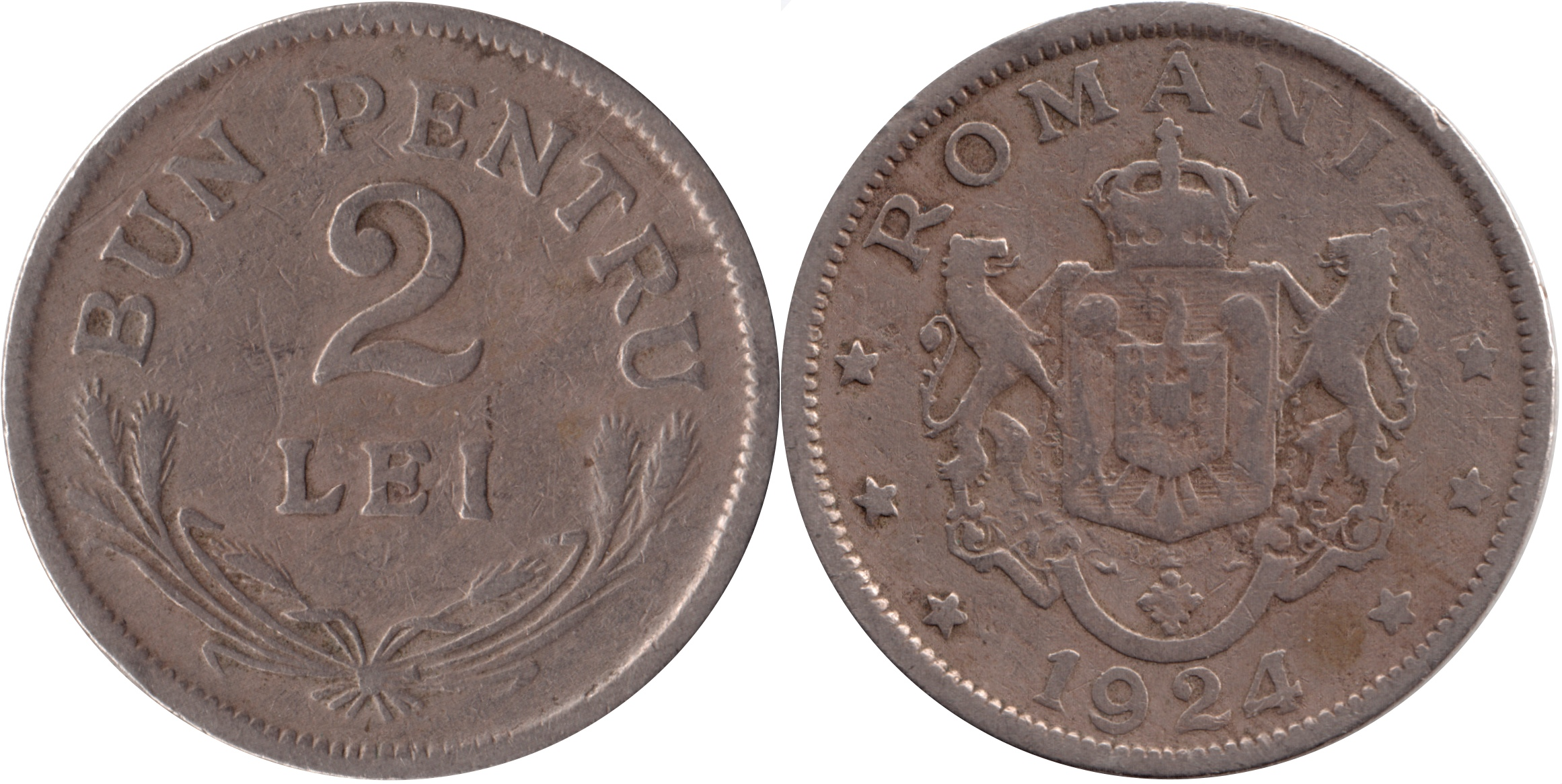
Monedă de 2 lei din 1924

#### 2 lei 1924
După Marea Unire, următoarele monede de 2 lei au fost emise în 1924, iar fabricarea acesteia, împreună cu cea a monedelor de 1 leu a fost reglementată prin Legea pentru înlocuirea monedelor de hârtie de 1, 2 și 5 lei cu monedă metalică din 16 iunie 1923.
Specificațiile noilor monede s-au schimbat, astfel că diametrul a fost redus la 25 mm, iar compoziția la 75% cupru și 25% nichel, ceea ce a redus masa la 7 g. Aversul purta stema țării înconjurată de inscripția ⋆ ⋆ ⋆ ROMANIA ⋆ ⋆ ⋆ 1924. Reversul avea o coroană din spice de grâu în partea inferioară, cu inscripția BUN PENTRU 2 LEI în cea superioară. Cincizeci de milioane de monede au fost bătute la Monetăria Regală a Belgiei, în Bruxelles, și 50.008.000 la Société Française de Monnayage, în Poissy, Franța. Monedele din Bruxelles nu aveau un semn de monetărie distinctiv, dar monedele bătute la Poissy purtau semnul monetăriei, sub valoarea nominală, sub forma unui fulger pe orizontală (⌁).
Prin decretul-lege nr. 7 din 15 ianuarie 1941, pentru reglementarea și raționalizarea sistemului monetar metalic în cadrul actualei emisiuni în circulație și pentru retragerea din circulație a monedelor metalice de 1 și 2 lei din cupru-nichel și înlocuirea lor cu monete noi, puterea circulatorie a acestor monede, precum și a celor de 1 leu emise în 1924, a fost stabilită să înceteze la data de 31 martie 1941,  însă termenul a fost prelungit până la 1 septembrie 1941. La începutul anului 1942, întrucât o parte a populației nu reușise să preschimbe în timp util aceste monede, Ministerul Finanțelor a anunțat că monedele de 1 și 2 lei, dar și 50 lei 1937-1938 și 100 lei 1936-1938 , puteau fi acceptate la plată de anumite instituții publice și comerciale (precum C.F.R., C.E.C., C.A.M., S.T.B., Gaz și Electricitate), precum și la casieriile administrațiilor financiare și a percepțiilor fiscale, până la 28 februarie 1942. Ulterior, preschimbarea acestor monede a mai fost permisă la sucursalele Băncii Naționale, administrațiile financiare și percepțiile fiscale până la data de 31 martie 1942, după care și-au pierdut definitiv puterea circulatorie.

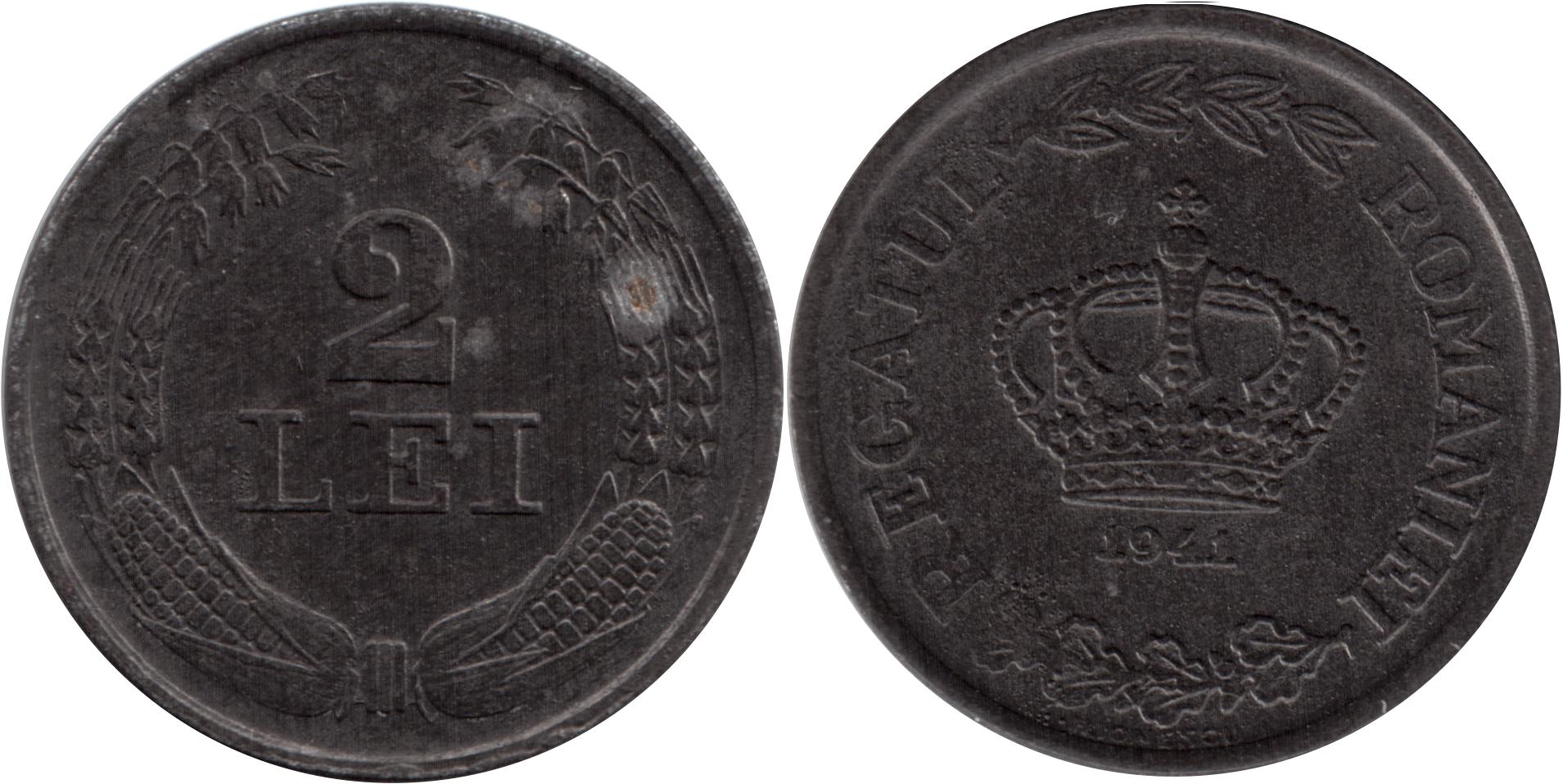
Monedă de 2 lei din 1941

#### 2 lei 1941
O nouă monedă de 2 lei a fost introdusă în 1941. Aceasta era realizată din zinc, avea 20 mm în diametru, o greutate de 3.2 g, iar marginea era netedă. Aversul prezenta central coroana regală României înconjurată de numele țării, REGATUL ROMÂNIEI, împărțit în stânga și în dreapta, frunze de laur în partea superioară și frunze de stejar în partea inferioară. Numele gravorului, H. IONESCU, se găsea deasupra marginii inferioare. Reversul prezenta central valoarea nominală, 2 LEI, înconjurată de o coroană formată din știuleți de porumb în partea inferioară, spice de grâu la mijloc și spice de ovăz în partea superioară. Tirajul a fost de 101.778.000 piese executate la Monetăria din București.
Monedele de 2 lei, împreună cu cele de 1 leu 1938-1941, 5 lei 1942, 20 lei 1942-1944, 100 lei 1943-1944, precum și bancnotele de 20 lei și 100 lei 1945 au fost retrase din circulație începând cu data de 25 iunie 1947. Puterea circulatorie a acestor monede și bancnote a încetat la data de 15 iulie 1947.

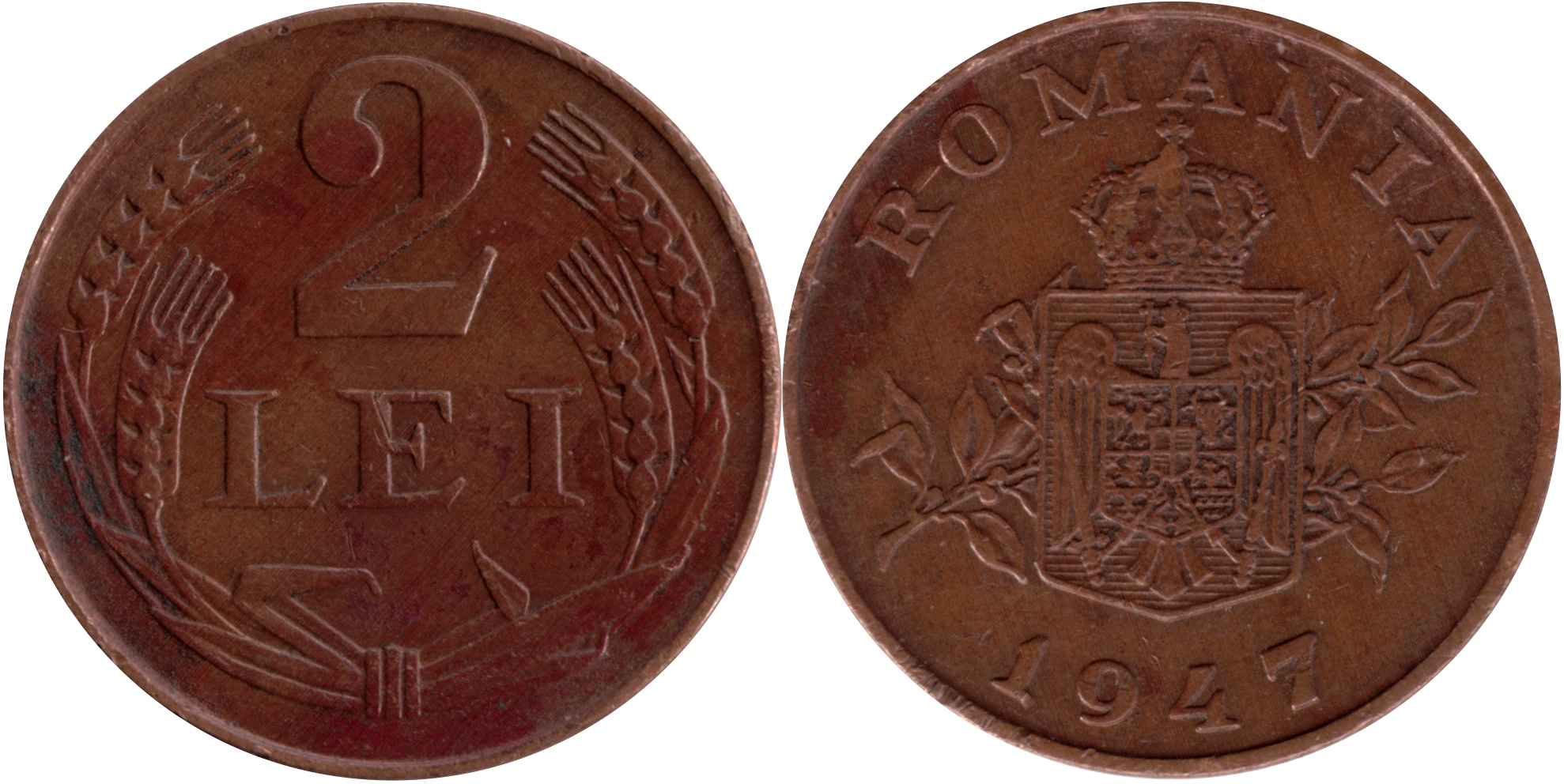
Monedă de 2 lei din 1947

#### 2 lei 1947
După Reforma monetară din 1947, o nouă monedă de 2 lei a fost introdusă. Aceasta avea marginea netedă, 21 mm în diametru, o greutate de 3.5 g și era realizată din 92% cupru și 8% zinc. Aversul prezenta în centru stema mică a Regatului României deasupra unei ramuri de măslin, cu numele țării, ROMANIA, desupra acesteia și anul emiterii dedesubt. Reversul avea valoarea nominală, 2 LEI, între snopi de grâu. Moneda a fost realizată în Cehoslovacia, la monetăria de la Kremnica, într-un tiraj de 40.000.000 de bucăți.
Aceasta a început să fie retrasă din circulație începând cu data de 1 noiembrie 1950 și a avut putere circulatorie până la 31 decembrie 1950.

### Republica Populară Română

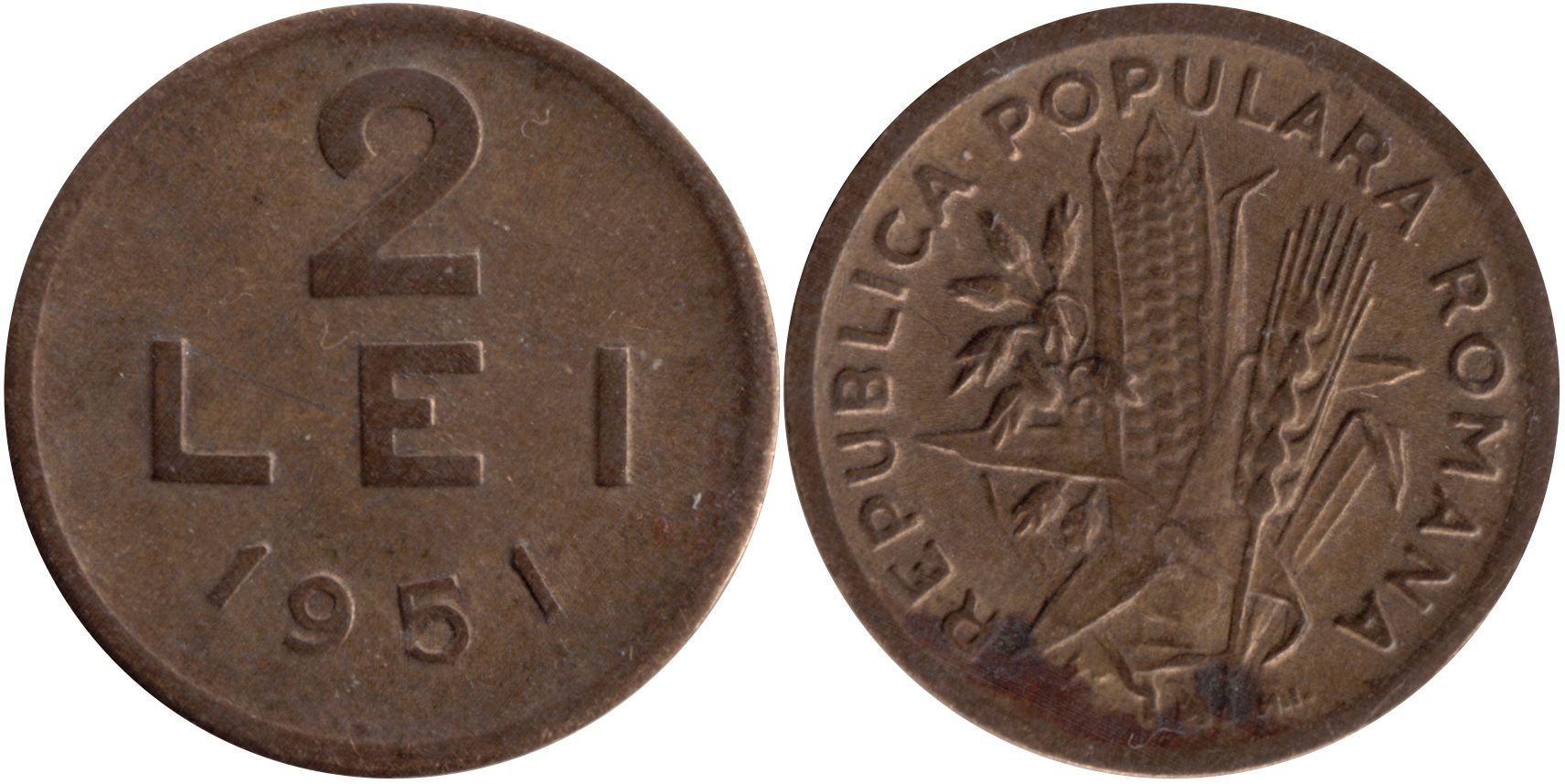
Monedă de 2 lei din 1951

#### 2 lei 1950-1951
În 1950 a fost emisă o nouă monedă, conformă cu noua realitate politică a României, după ce la 30 decembrie 1947 a fost înlăturată monarhia, prin silirea Regelui Mihai de a semna actul de abicare, și instaurat comunismul prin proclamarea Republicii Populare Române.
Moneda avea un diametru de 18 mm și o greutate de 2,44 g. Compoziția acesteia era 70% cupru și 30% zinc și a fost emisă în 1950 și 1951. Aversul prezenta o temă agricolă, fiind reprezentate central un spic de grâu, un știulete de porumb și spic de ovăz înconjurate de inscripția REPUBLICA POPULARA ROMANA. Deasupra marginii inferioare se găseau inițialele gravorului, H.I., de la Haralambie Ionescu. Pe revers erau inscripționate valoarea nominală și anul de emitere în caractere simple.

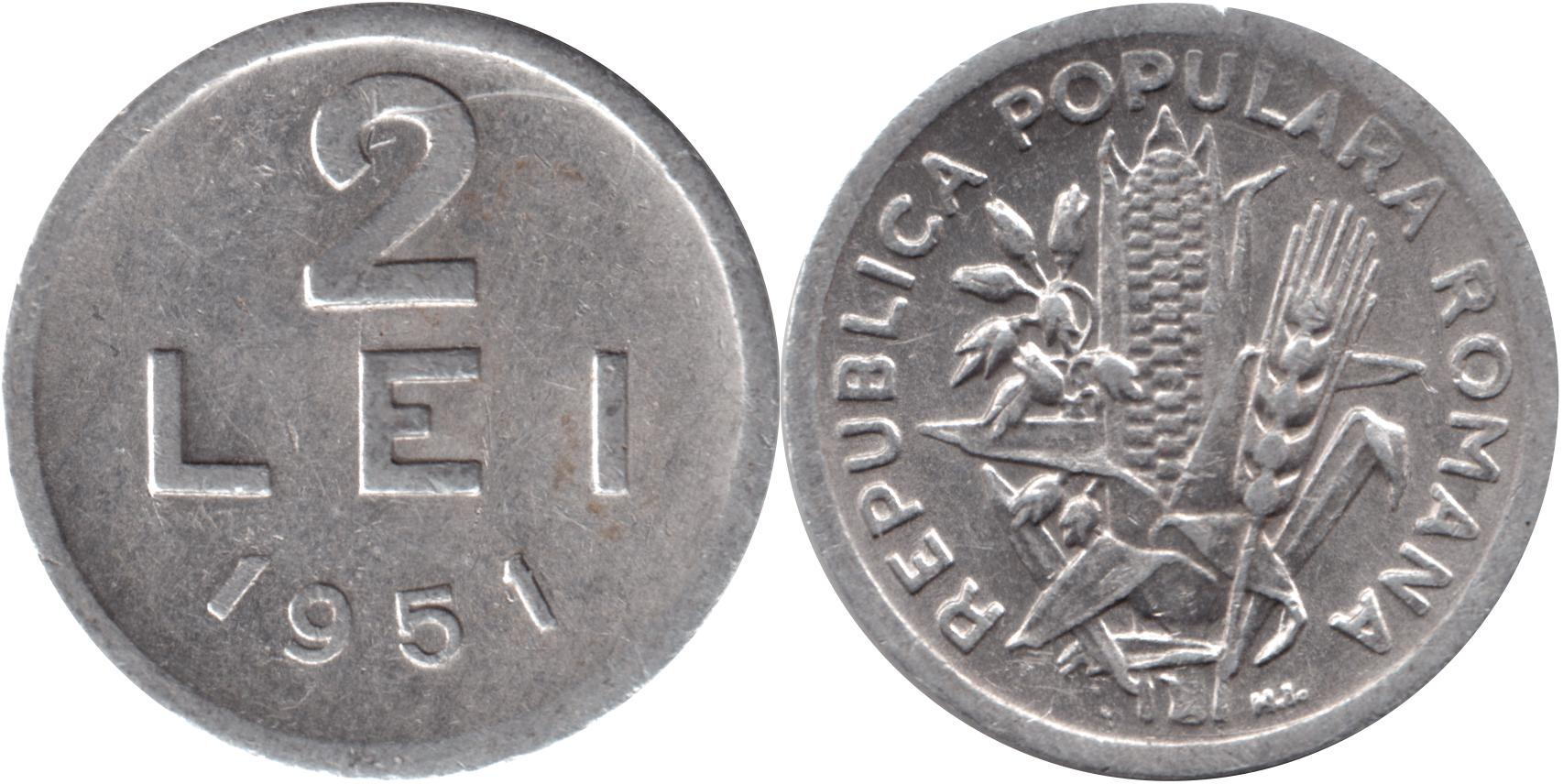
Monedă de 2 lei din 1951

#### 2 lei 1951-1952
Ultima monedă de 2 lei, cu aceleași dimensiuni și design, dar din aluminiu, a fost introdusă în 1951. Aceasta cântărea 0.84 g și a fost emisă în 1951 și 1952.
Cele două emisiuni, 1950-1951 și 1951-1952 au avut curs legal până la Reforma bănească de la 26 ianuarie 1952. Emisiunea din 1952 a circulat un timp scurt, fiind introdusă și scoasă din circulație în mai puțin de o lună fiind, astfel, una dintre cele mai rare monede emise în timpul regimului comunist.